# Juan José Stagnaro
Juan José Stagnaro (Buenos Aires, 16 de noviembre de 1938 – Buenos Aires, 7 de febrero de 2018) fue un director de cine y director de fotografía argentino.

## Su relación con el cine
Después de estudiar Ingeniería durante dos años, pasó a la Facultad de Filosofía y Letras, lugar donde supo de un curso de cine en la Asociación de Cortometrajes (en la que estaban, entre otros, figuras como Simón Feldman y Mabel Izcovitch en el cual debían formar equipos para realizar un cortometraje como cierre del año. Dada su formación técnica previa le encargaron la cámara y la fotografía para uno de los cortos.
El día antes de comenzar la filmación un amigo fotógrafo le enseñó los rudimentos -que no se ve la luz sino su reflejo en los objetos, que esos reflejos se pueden medir, que al igual que sucede con los ojos las películas son sensibles a esos reflejos- y le dijo cómo manejar un fotómetro de luz incidente. La filmación debió suspenderse por ausencia de un actor pero el director quiso hacer una prueba, filmando sólo 4 o 5 metros de película reversible que luego revelaron en Kodak. Le asombró lo bien que se veía la escena y, además, en ese laboratorio le dieron más información, en especial sobre ajustar la apertura del diafragma conforme la lectura del fotómetro, que usó en la filmación. La película se llamó La mandarina coqueta y ganó un premio, que los estimuló a hacer un corto sobre Berni, al que siguieron otros.
Stagnaro dice que en su carrera profesional tuvo muchas influencias y que todo lo que sabe lo aprendió de otros pero reconoce el impacto especial de Gianni Di Venanzo de quien dice que “era un artesano construyendo imágenes a la medida de cada intencionalidad de cada director”. También estudió otras disciplinas complementarias, como por ejemplo Psicología Social con Enrique Pichón Rivière  y afirma que al filme lo hace un grupo operativo. Recuerda que perteneció a la generación del 60, cuando estaba en pleno desarrollo el estructuralismo, y que trabajaban centrados en la tarea, pero escuchando a todos, aprendiendo a aprender y principalmente su complemento, desaprender.
Stagnaro comenzó a trabajar regularmente en fotografía para publicidad, y a conocer algunos maestros como Tabernero y González Paz. Un día, Leonardo Favio después de ver sus trabajos lo lleva como director de fotografía de Éste es el romance del Aniceto y la Francisca, de cómo quedó trunco, comenzó la tristeza y unas pocas cosas más... (1966).

## Filmografía
Director
- Una mujer (1975)
- El proyecto (1968; abandonada/incompleta)
- Berni 1922-1965 (1965; cortometraje)

Codirector
- The Players vs. Ángeles caídos (1969)

Producción
- Berni 1922-1965  (cortometraje) (1965)

Camarógrafo
- Fuelle querido  (cortometraje) (1967)
- Berni 1922-1965 (cortometraje) (1965)

Guionista
- Berni 1922-1965 (cortometraje) (1965)

Director de fotografía
- Micaela, una película mágica (2001)
- Peperina (1995)
- Nazareno Cruz y el Lobo (1975)
- Juan Lamaglia y Sra.  (1970)
- Turismo de carretera (1968)
- El ABC del amor (1967) (episodio Noche terrible )
- Fuelle querido (cortometraje) (1967)
- Éste es el romance del Aniceto y la Francisca, de cómo quedó trunco, comenzó la tristeza y unas pocas cosas más... (1966)
- Esperando un hermanito (cortometraje) (1965)
- Berni 1922-1965 (cortometraje) (1965)
- Sobre todas estas estrellas (cortometraje) (1965)
- Un largo silencio (cortometraje) (1963)

Efectos visuales
- Alicia en el país de las maravillas (1976)

Productor asociado
- Micaela, una película mágica (2001)

Codirector
- The Players vs. Ángeles caídos (1969)

Restaurador de filmes
- Carne sobre carne (2007)
- Perón, sinfonía del sentimiento (1999)

## Relaciones familiares
El director de cine Juan Bautista Stagnaro es su hermano.
Su sobrino, Bruno Stagnaro, es director y guionista.